# Jacobus Didericus Janssen
Jacobus Didericus Janssen (1775 – 1848) was secretaris-generaal en adviseur bij het toenmalige Nederlandse ministerie van Hervormde Eredienst. Hij was het brein achter de organisatie van de gereformeerde (1816) en lutheraanse (1818) kerkgemeenschappen. Hij werd voor zijn verdiensten benoemd tot ridder in de orde van de Nederlandse Leeuw.
Janssen was voorts een sterk schaker en een van de oprichters van het Haagsche Schaakgenootschap, thans de oudstbekende sportvereniging in Nederland: Janssen speelde een belangrijke rol in de ontwikkeling van de schaakverenigingen in Nederland.

## Levensloop
Janssen, geboren op 21 april 1875 te Sint Anna ter Muiden, was de zoon van predikant Jacobus Janssen (1742-1813).
Als kind had hij een zwakke gezondheid en was hij bedlegerig. Hij studeerde veel en op zijn veertiende voldeed hij aan de eisen voor studeren in Leiden. Voordat hij echter daar in de nazomer van 1791 als student ingeschreven werd, kwam hij bijna aan zijn kinderziekte te overlijden.
Zijn studie werd meerdere keren onderbroken door de politieke situatie in Brabant, waar zijn vader in Oudenbosch predikant was. Tijdens zijn eerste paasvakantie behoorde hij in ouderlijke woonplaats tot de oprichters van een tak van de Maatschappij tot Nut van 't Algemeen. Janssen was een patriot, maar realiseerde gedurende de gebeurtenissen in 1795 die leidden tot de Bataafse Republiek, dat niet iedereen vanuit dezelfde ideologische optiek patriot geworden was. Hij stortte zich daarom weer op zijn studie theologie, welke hij in 1796 op eenentwintigjarige leeftijd afrondde.
Zijn vader werd in juli 1796 lid van de Nationale Vergadering. Een van de belangrijke onderwerpen van dat moment was de inrichting van de nieuwe staat. Jacobus Didericus – toen eenentwintig – werd door zijn vader bij zijn werkzaamheden betrokken.
In de zomer dat jaar werd hij tot proponent benoemd bij de classis van Tholen en Bergen op Zoom. Maar nadat zijn vader benoemd was tot representant in de Nationale Vergadering, waar een van de belangrijke onderwerpen van dat moment de inrichting van de nieuwe staat was, kreeg Jacobus steeds meer het idee een andere levensinvulling te kiezen. Hij ging naar Den Haag, waar hij bij allerlei bestuurszaken werd betrokken: hij was secretaris van de commissie tot de Telegraaf. Zijn vader betrok hem bij de opstelling van nieuwe departementen. Het door hem uitgewerkte voorstel haalde het echter niet in de vergadering van 29 april 1797.
Na de coup van de Unitariërs op 22 januari 1798 werd Janssen door Wijbo Fijnje in dienst van het Uitvoerend Bewind geroepen. Hij bleek een kundig organisator die orde in de bestuurlijke chaos wist te scheppen. Op 9 maart 1798 werd hij tot eerste commies ter Generale Staats-Secretaris van het Uitvoerend Bewind benoemd. De staatsgreep van Daendels in juni dat jaar leidde er echter toe dat Janssen en zijn vader hun baan kwijtraakten. Maar een jaar later, op I april 1799, werd hij benoemd bij het Agentschap van Nationale Opvoeding. Na de vorming van het Staatsbewind die door de nieuwe grondwet van de Bataafse Republiek in werking trad, verhuisde Janssen naar de Raad van Binnenlandsche Zaken. Met Grandlienaid en Serrurier richtte hij een wetenschappelijke kring op, waar later ook de uitgever Immerzeel lid van werd. Met hen gaf hij eind 1802 het weekblad Spectator der negentiende eeuw uit dat echter slechts twaalf nummers beleefde.
Gewoon om in alles wat hij ter hand nam, zich nooit met het middelmatige te vergenoegen, maakte hij in het schaakspel weldra zulke vorderingen, dat Stein hem voor den eerste en sterkste van allen verklaarde, en later hem zelfs de belofte liet afleggen, om met niemand te spelen, zonder zijne partij een toren voor te geven.
Zijn vader had intussen geen nieuwe baan in Den Haag en uit kostenoverwegingen besloot hij met zijn gezin naar Ginneken te verhuizen en liet Jacobus Didericus in Den Haag op kamers. Volgens zijn biograaf Pape probeerde hij het gemis van zijn familie met schaken te compenseren. In 1803 was hij een van de oprichters van het Haagsche Schaakgenootschap. Hij was een sterke speler en was de drijvende kracht achter de vereniging, waarvan hij gedurende het gehele bestaan secretaris van bestuur was.
De ambtelijke carrière van Janssen bleef zich voortvarend ontwikkelen: hij trad nog al eens op als vervanger van de secretaris-generaal en op 16 maart 1806 werd hij benoemd tot rapporteur in kerkelijke zaken. Hoofddoel was te komen tot een betere regeling van de salarissen van predikanten. Op 15 april 1806 werd hij benoemd tot hoofdcommies.
Na de komst van Lodewijk Napoleon in 1806 kreeg Janssen te maken met de aanspraken van de katholieken op kerken en toelagen. Op 28 januari 1808, de datum waarop hij medeoprichter was van het Hollandsch Schaakgenootschap en het Haagsch Departement van het Hollandsch Schaakgenootschap, werd de reorganisatie van Binnenlandse Zaken bekend: Janssen verhuisde naar Amsterdam. Vermoedelijk was Janssens verhuizing met koning Lodewijk Napoleons naar Amsterdam funest voor het Haagsche Schaakgenootschap, want die was ondanks enige herorganisatie kort na zijn vertrek ter ziele gegaan.
In Amsterdam werd Janssen in 1809 lid/oprichter van het Amsterdamsch Departement van het Hollandsch Schaakgenootschap. Qua schaken is dit het laatste wat van Janssen is vernomen, maar zijn stempel in de Nederlandse schaakwereld was gezet: Janssen wordt in Het loopt ongenadiglijk mat beschreven als de eerste belangrijke persoon uit de geschiedenis van de Nederlandse schaakverenigingen.
Zijn ambtelijke carrière ging echter verder en in 1815 werd Janssen secretaris generaal en adviseur bij het toenmalige Nederlandse ministerie van Hervormde Eredienst. Hij was het brein achter de organisatie van de gereformeerde (1816) en Lutheriaanse (1818) kerkgemeenschappen In 1842 benoemd werd hij tot Secretaris-generaal en Adviseur benoemd.

## Erkenning
- Ridder in de orde van de Nederlandse Leeuw

- Biografisch Portaal: 11584289